# Europæiske Lege
|  | Denne artikel eller sektion om sport er forældet eller ikke opdateret. Se artiklens diskussionsside eller historik. 2015-legene har været afholdt; artiklen omtaler dem som fremtid |

De Europæiske Lege er en sportsbegivenhed med mange sportsgrene, der skal afholdes hvert fjerde år, med sportspersoner fra hele Europa. Legene er designet og bliver reguleret af de Europæiske Olympiske Komiteer (EOC). Første udgave af legene fandt sted i Baku, Aserbajdsjan i 2015. 13 sportsgrene er indtil videre bekræftet til legene i 2015, og der forhandles fortsat med svømning, gymnastik og atletik.
Legene blev annonceret på den 41. samling af europæiske nationale olympiske komiteer i Rom den 8. december 2012. De eksakte datoer for afholdes af de første lege er endnu ikke aftalt, men det forventes at de kommer til at finde stil i det sene forår eller tidlige sommer og vil have omkring 15 sportsgrene på programmet.

## Sportsgrene
De følgende sportsgrene er blevet bekræftet til de første lege i Baku i 2015.
- Badminton
- Bueskydning
- Boksning
- Bordtennis
- Fægtning
- Håndbold
- Judo
- Kano
- Rugby
- Skydning
- Taekwondo
- Triatlon
- Volleyball

EOC har bekræftet at der foregår forhandlinger om at inkludere svømning, gymnastik, brydning og atletik.
Det er også intentionen at en vist antal ikke-olympiske sportsgrene skal inkluderes. Karate og sportdans menes at være to af de sportsgrene der højst sandsynligt kommer med.

## Værtsnationer og byer
| Lege | År   | Vært               | Datoer        | Nationer      | Atleter       | Sportsgrene   | Discipliner   | Ref   |
| ---- | ---- | ------------------ | ------------- | ------------- | ------------- | ------------- | ------------- | ----- |
| I    | 2015 | Baku, Aserbajdsjan | Kommende lege | Kommende lege | Kommende lege | Kommende lege | Kommende lege | [ 3 ] |